# Dongio
Dongio är en ort i kommunen Acquarossa i kantonen Ticino, Schweiz. 
Dongio var tidigare en egen kommun, men den 4 april 2004 bildade Dongio och sju andra kommuner den nya kommunen Acquarossa.